# Zoramia
Genre
Zoramia est un genre de poisson de la famille des Apogonidae.

## Liste des espèces
Selon FishBase :
- Zoramia flebila Greenfield, Langston & Randall, 2005
- Zoramia fragilis  (Smith, 1961)
- Zoramia gilberti  (Jordan & Seale, 1905)
- Zoramia leptacantha  (Bleeker, 1856)
- Zoramia perlita (Fraser & Lachner, 1985)
- Zoramia viridiventer  Greenfield, Langston & Randall, 2005